# Léonard Kweuke
Léonard Kweuke (Yaundé, Camerún, 12 de julio de 1987) es un futbolista camerunés que juega como delantero.

## Clubes
| Club                         | País            | Año       |
| ---------------------------- | --------------- | --------- |
| Esteghlal F.C.               | Irán            | 2006-2007 |
| Steel Azin F.C.              | Irán            | 2007-2008 |
| DAC 1904 Dunajská Streda     | Eslovaquia      | 2008-2010 |
| Eintracht Frankfurt (cedido) | Alemania        | 2009      |
| Energie Cottbus (cedido)     | Alemania        | 2009-2010 |
| AC Sparta Praga (cedido)     | República Checa | 2010      |
| AC Sparta Praga              | República Checa | 2011-2013 |
| Çaykur Rizespor              | Turquía         | 2013-2018 |